# Never Gone
Never Gone (на български: Никога не си отиде) е петият (четвърти за САЩ) студиен албум на американската поп-група Бекстрийт Бойс издаден през юни 2005 година. Албумът е с общи продажби 1 771 000 в САЩ, 500 000 в Япония и 100 000 копия в Обединеното кралство. Албумът е на 3-то място в САЩ и получава платинена сертификация.

## Списък с песните

### Оригинален траклист
1. „Incomplete“ – 3:59
2. „Just Want You to Know“ – 3:53
3. „Crawling Back to You“ – 3:44
4. „Weird World“ – 4:12
5. „I Still...“ – 3:49
6. „Poster Girl“ – 3:56
7. „Lose It All“ – 4:04
8. „Climbing the Walls“ – 3:43
9. „My Beautiful Woman“ – 3:38
10. „Safest Place to Hide“ – 4:40
11. „Siberia“ – 4:17
12. „Never Gone“ – 3:45

### Tour издание
1. „Song for the Unloved“ – 3:40
2. „Rush Over Me“ – 3:27
3. „Movin' On“ – 3:29

### Tour издание DVD
1. „Incomplete“ (видеоклип)
2. „Incomplete“ (зад кадър)
3. „Just Want You to Know“ (видеоклип)
4. „Just Want You to Know“ (видеоклип; алтернативна версия)
5. „Just Want You to Know“ (зад кадър)
6. „I Still...“ (видеоклип)
7. „I Still...“ (зад кадър)
8. „Фото галерия“
9. „Last Night You Saved My Life“ – 3:26

### DualDisc DVD страна
1. „Entire album in PCM Stereo and 5.1 Digital Surround Sound“
2. „Incomplete“ (видеоклип)
3. „Incomplete“ (създаване)